# Серкет
Серкет (също наричана Срекет-хетит, Селкет, Селкис, Серкхет, Селхис, и Селкхит) в египетската митология е била обожествяването на скорпиона.
В изкуството Серкет била изобразявана като скорпион или като жена със скорпион на главата, и независимо че храм на тази богиня не е открит, тя е била почитана от много хора.
Най-опасните скорпиони се намират в Северна Африка, и тяхното ухапване е смъртоносно, така че Серкет е била крайно важна богиня, и понякога фараоните са я считали за тяхна покровителка и защитница. Като защитник от отрови и змийски ухапвания, Серкет често е била смятана за защитница на боговете от Апеп, великата змия-божество на злото.